# ケガキ
ケガキ（学名 : Diospyros discolor ）とは、カキノキ科カキノキ属の常緑高木である。フィリピンのタカログ語ではカマゴン（Camagon）、マレーシアでは Buah mentega、Buah sakrat、インドネシアでは Bisbol、ベトナムでは Hong nhung、タイでは Marit、バングラデシュでは、Bilati gab、中国では台湾柿、台湾では毛柿、同じく台湾のパイワン族の言葉ではカマヤ、ヤミ族の言葉ではカマヨと呼ばれている。

## 原産地および分布

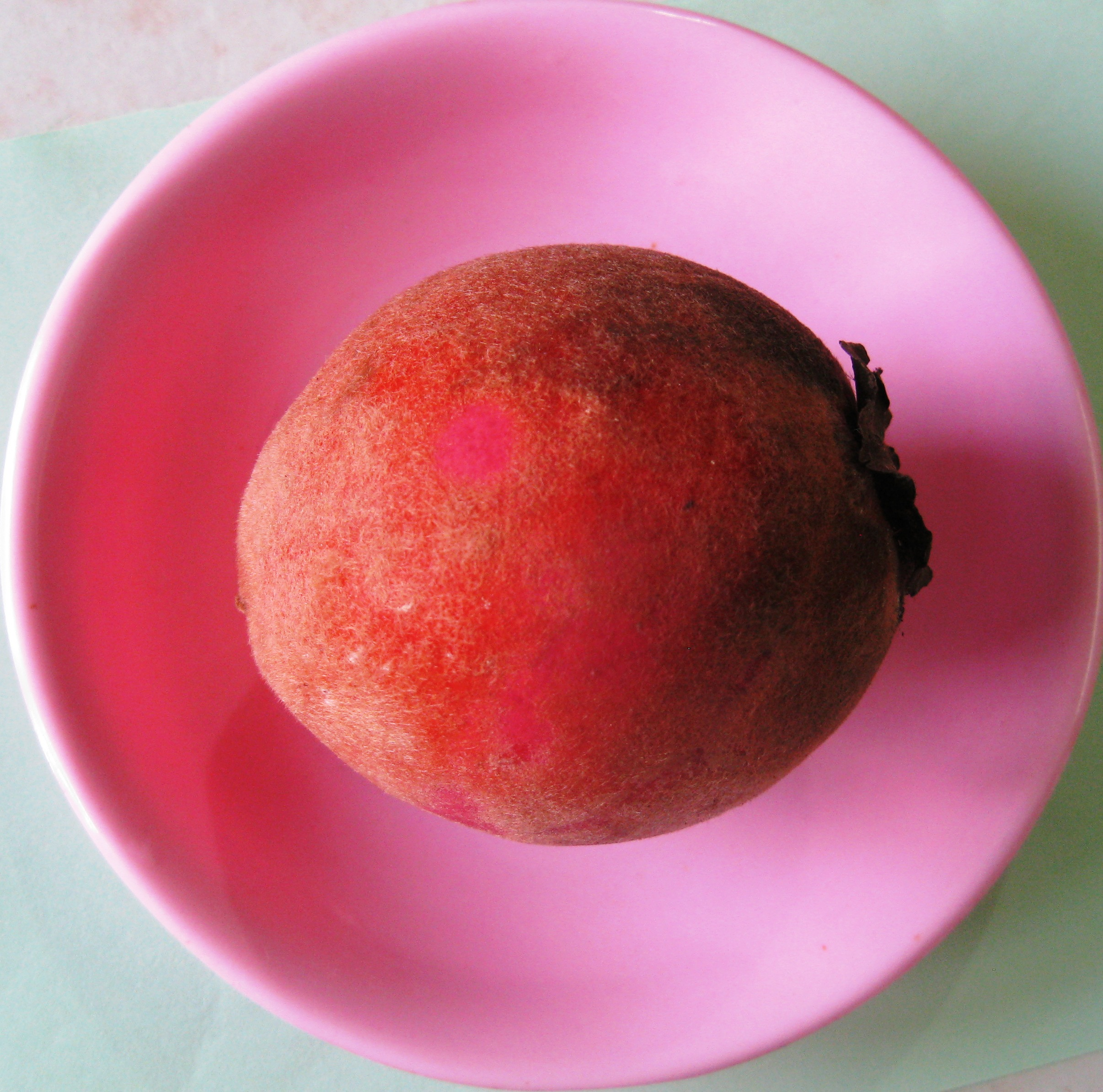
ケガキ フルーツ

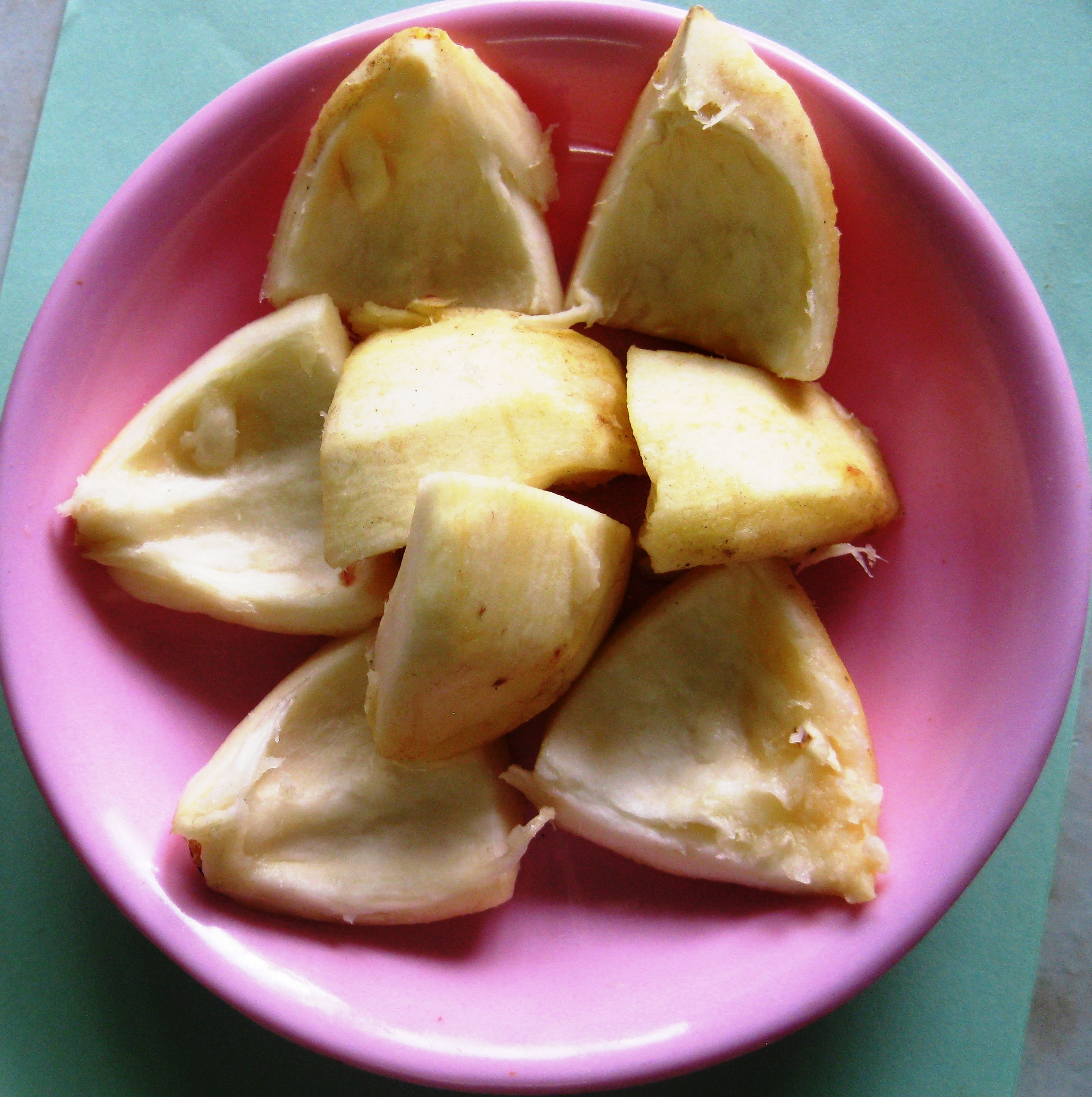
ケガキ フルーツ （スライス)

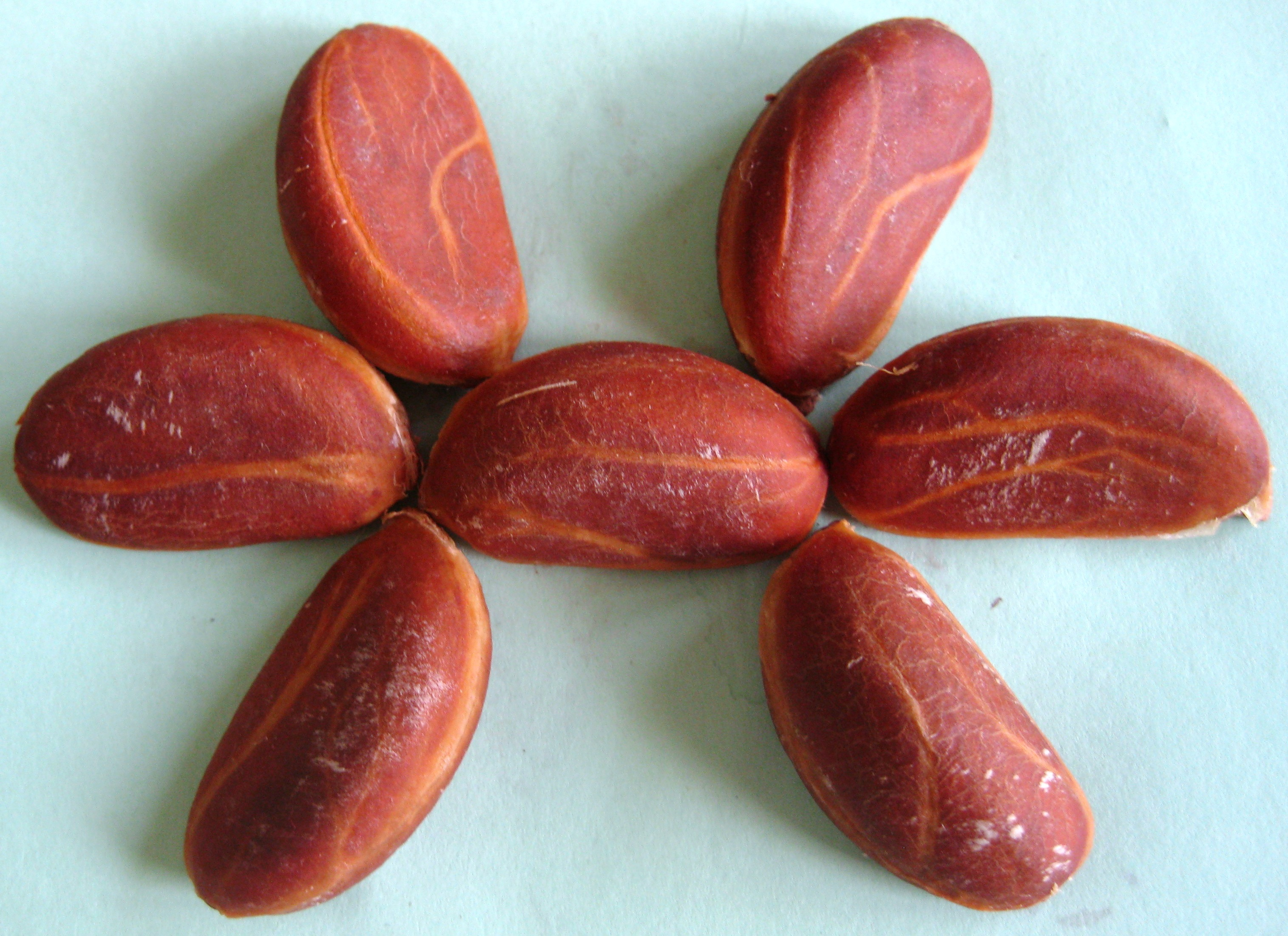
ケガキ 種子

フィリピン原産で、東南アジアにて栽植されている。原産地のフィリピンでは、ほとんど全土に渡ってケガキが自生している。イギリスの手により、1811年にインドのカルカッタの植物園、1822年にロンドンのキュー王立植物園、1881年にシンガポール植物園に持ち込まれた。

## 特徴
カキに似た高木で、高さ10-20mになる。幹の樹皮は黒である。葉は互生で、その形は長円形で、全緑革質である。新しい枝には、茶色の毛に覆われ、葉の裏にも青白い毛がある。雌雄異樹で、葉かげの枝上に生じた木質コブ状の短枝に着生する。雄花は花柄上に数花が密生し、雌花は葉腋に単生する。花弁はクリーム白色で4枚、雄ずいが8本ある。雌花の雄ずいには花葯がない。雄花は径6mm程度、雌花はさらに大きく、花径は雄花の2倍である。果実は、球またはやや扁球形であり、大きさは径10cmになり、4枚のがくがある。果皮は、ビロード状で茶褐色の密毛に覆われ、完熟すると紫赤色になる。果肉は、黄白あるいは橙色である。中に4-8個の三角形の大きな種子がある。

## 利用
比較的生育が早く、葉が厚くて密生し、樹勢が整っていることから、街路樹、日陰樹として植えられている。また、その果実は食料として生食されている。材は、緻密で硬く、比重は、1.09である。心材は黒色で、暗紫または暗緑色のしま模様を有し、青黒檀と呼ばれている。ステッキ、高級家具、彫刻、楽器、紡錘、寄木細工として利用されている。

## ギャラリー

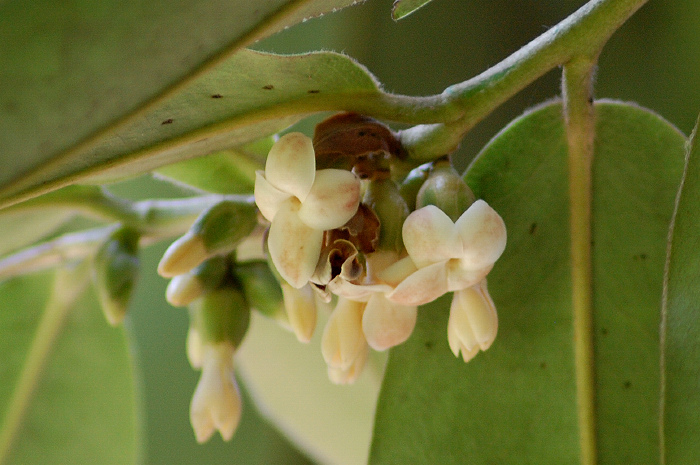
ケガキの花
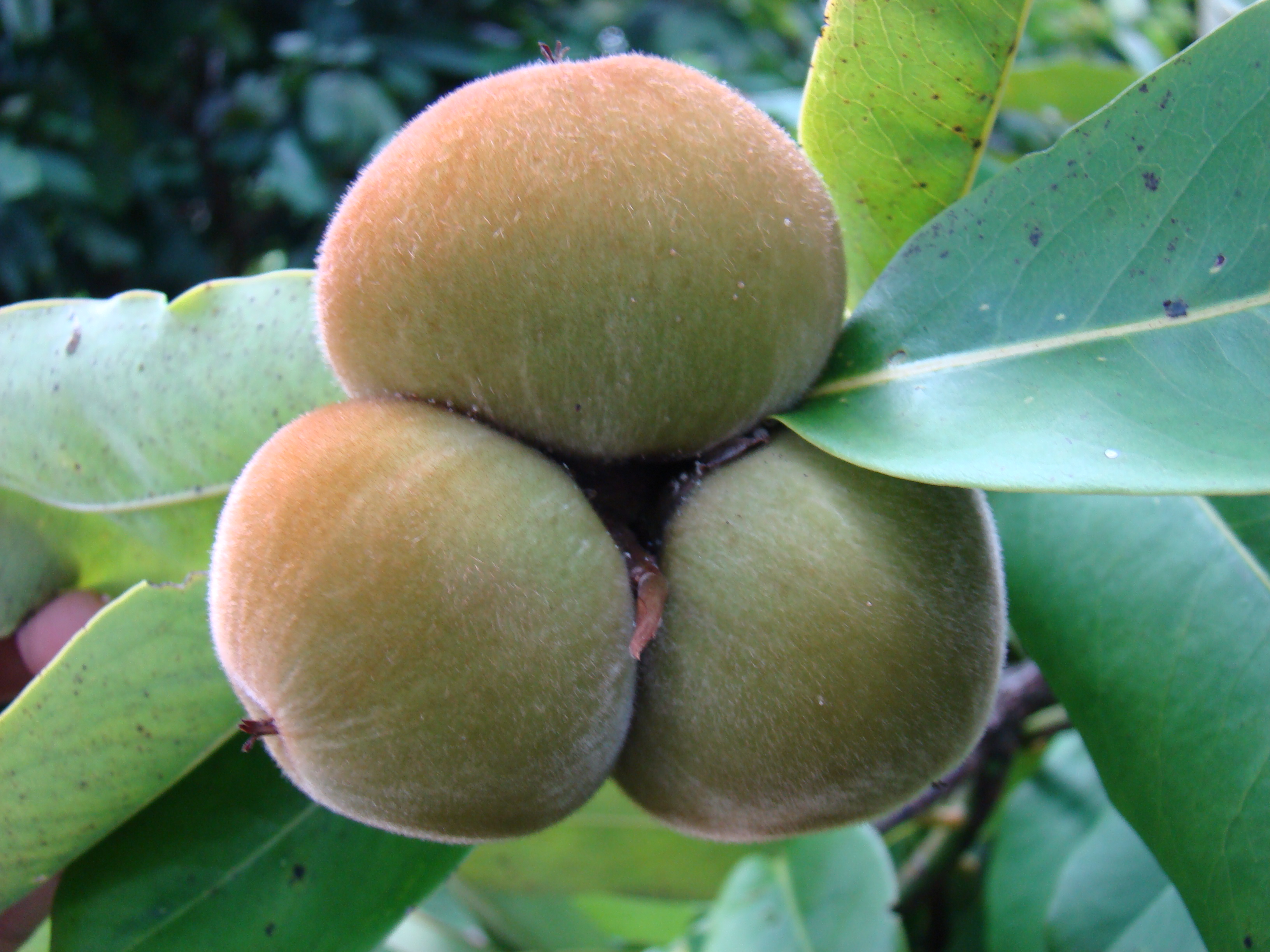
和名の通り、ケガキには毛が生えている
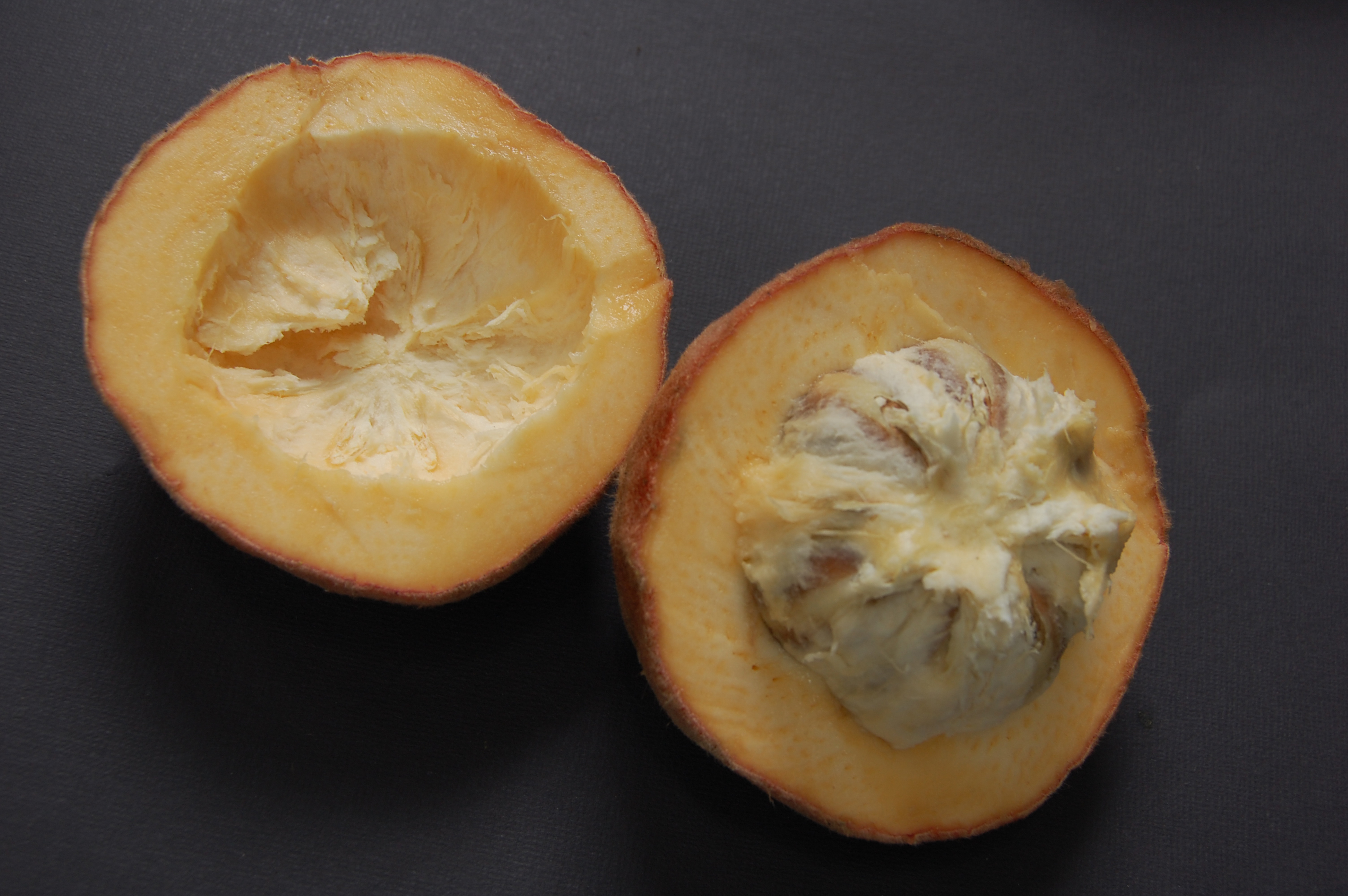
ケガキの果実と種子